# Come fu che Masuccio Salernitano, fuggendo con le brache in mano, riuscì a conservarlo sano
Come fu che Masuccio Salernitano, fuggendo con le brache in mano, riuscì a conservarlo sano (ma sui titoli di testa c'è scritto soltanto Masuccio Salernitano) è un film del 1972 diretto da Silvio Amadio.

## Trama
Due gaglioffi alla ricerca di avventure e di gonzi da truffare si travestono da preti e spacciano un braccio putrefatto per la reliquia di San Luca, guadagnando soldi a palate. Poi imbrogliano un avido frate che usa il confessionale per arricchirsi, e quando questi lo scopre si autoassolve.
In seguito i due compari introducono Filippo travestito da donna nell'alcova della moglie dell'oste Trafone, salvando dalla disperazione frate Martino che aveva dimenticato le mutande in casa dell'amante. E per burla i due le espongono come reliquia ai fedeli.
Gli imbrogli però non sono ancora finiti: i due, sempre travestiti da frati, si servono di donne per ricattare un principe.

## Produzione
Lo spunto della realizzazione cinematografica è tratta dall'opera Il Novellino, pubblicata postuma nel 1476 e attribuita appunto a Masuccio Salernitano: una raccolta di novelle satiriche e grottesche che fu inserita nei libri proibiti dalle comunità ecclesiastiche. Il clima blasfemo, satirico e boccaccesco domina tutta la pellicola, restituendo un clima da "burla medioevale".

## Distribuzione
La pellicola è stata distribuita nei cinema italiani a partire dal mese di novembre del 1972.